# DeWitt (New York)
Pour les articles homonymes, voir DeWitt.
DeWitt est une ville du comté d'Onondaga, dans l'État de New York, aux États-Unis,. En 2010, elle comptait une population de 25 838 habitants.

## Démographie
Lors du recensement de 2010, la ville comptait une population de 25 838 habitants. Elle est estimée, en 2016, à 25 467 habitants.